# Tre Valli Varesine (Frauenradsport)
Tre Valli Varesine ist ein Straßenradrennen im Frauenradsport in Italien.
Das Eintagesrennen wurde erstmals im Jahr 2021 ausgetragen und ist das Gegenstück zum gleichnamigen Männerrennen. Die Erstaustragung war noch in die Kategorie 1.2 eingestuft, von 2022 bis 2023 gehörte es zur Kategorie 1.1, seit 2024 zur Kategorie 1.Pro.
Die Strecke führt wie das Männerrennen von Busto Arsizio nach Varese und dann auf einem Rundkurs, der mehrfach absolviert wird, über Hügel und Tägel um den Ort Verasine. Beide Rennen finden am selben Tag zum Ende der Radsportsaison in Europa im Oktober statt. 

## Palmarès
| Jahr | Siegerin             | Zweite                | Dritte          |
| ---- | -------------------- | --------------------- | --------------- |
| 2021 | Arlenis Sierra       | Mavi García           | Rachel Neylan   |
| 2022 | Elisa Longo Borghini | Veronica Ewers        | Ane Santesteban |
| 2023 | Liane Lippert        | Cecilie Uttrup Ludwig | Elisa Balsamo   |
| 2024 | Cédrine Kerbaol      | Silvia Persico        | Liane Lippert   |
| 2025 |                      |                       |                 |